# Venda do Pinheiro
Venda do Pinheiro ist eine Ortschaft und ehemalige Gemeinde in Portugal.

## Geschichte
Während der Napoleonischen Invasionen errichtete General Wellington als Befehlshaber der portugiesisch-britischen Verteidigung ab 1809 die Linien von Torres Vedras, eine Reihe von Festungen, die die französischen Truppen am Durchmarsch auf Lissabon hindern sollten. Sechs Festungen sind im heutigen Gemeindegebiet erhalten geblieben. Es sind dies die Festungen Nr. 68 bis 73, sie stehen unter Denkmalschutz.
1907 wurde hier Beatriz Costa geboren, in der Ortschaft Charneca. Sie wurde eine der bis heute populärsten Schauspielerinnen des Portugiesischen Films.
Die eigenständige Gemeinde Venda do Pinheira wurde erst am 9. Juli 1985 geschaffen, durch Gebietsausgliederung aus der Gemeinde Milharado.

## Verwaltung
Venda do Pinheira war eine Gemeinde (Freguesia) im portugiesischen Kreis (Concelho) von Mafra. In der ehemaligen Gemeinde leben 8173 Einwohner (Stand 30. Juni 2011).
Im Zuge der administrativen Neuordnung in Portugal wurde Venda do Pinheiro am 29. September 2013 mit der Gemeinde Santo Estêvão das Galés zur neuen Gemeinde União das Freguesias de Venda do Pinheiro e Santo Estêvão das Galés zusammengeschlossen.
In der ehemaligen Gemeinde Venda do Pinheiro liegen folgende Ortschaften:
- Charneca (bis 1985 Charneca do Milherado)
- Asseiceira Grande
- Asseiceira Pequena
- Lapa
- Quinta da Mata
- Casal do Borralho
- Venda do Pinheiro

## Wirtschaft
Die Sportschuhe der Traditionsmarke Sanjo werden hier hergestellt.
Der Fernsehsender TVI unterhält hier Aufnahmestudios.

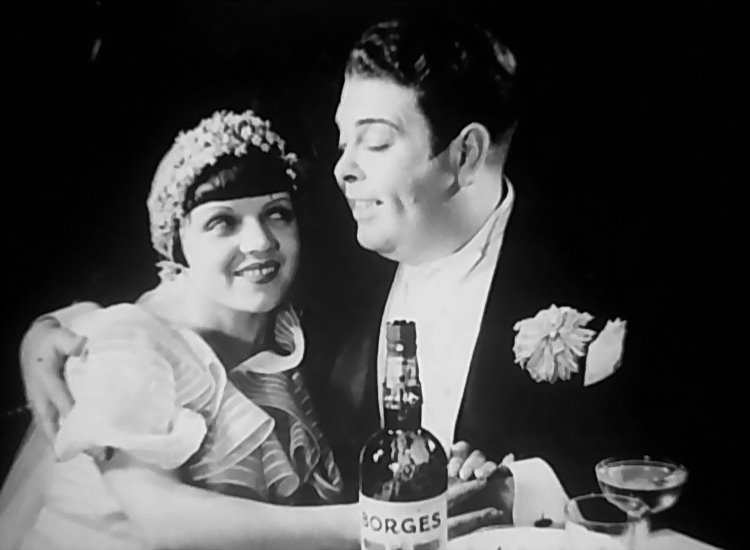
Beatriz Costa mit Vasco Santana in A Canção de Lisboa, 1933

Die Portugal-Zentrale von General Logistics Systems befindet sich ebenfalls im Ort.

## Söhne und Töchter der Gemeinde
- Beatriz Costa (1907–1996), Schauspielerin
- Firmino Bernardino (* 1950), Radrennfahrer